# Brian Bogusevic
Brian Thomas Bogusevic (né le 18 février 1984 à Palos Heights, Illinois, États-Unis) est un ancien voltigeur de baseball.
Il évolue dans la Ligue majeure de baseball de 2010 à 2015.

## Carrière

### Astros de Houston
Joueur du Green Wave de l'Université Tulane, Brian Bogusevic est un choix de première ronde des Astros de Houston en 2005. Il est le 24e joueur sélectionné au total lors de cette séance du repêchage amateur.
Il est à l'origine lanceur et est même nommé meilleur lanceur de baseball de Louisiane en 2005 alors qu'il évoluait pour Tulane, l'une des meilleures équipes du baseball collégial américain cette année-là. Bogusevic devient joueur de champ extérieur en juin 2008 alors qu'il évolue toujours en ligues mineures,.
Il fait ses débuts dans les majeures avec les Astros le 1er septembre 2010. Il obtient son premier coup sûr en carrière le 3 septembre, contre le lanceur des Diamondbacks de l'Arizona, Blaine Boyer. Il ne frappe que pour ,179 de moyenne au bâton à ses 19 premiers matchs pour Houston.
En 2011, Bogusevic affiche une moyenne au bâton de ,287 avec 4 circuits et 15 points produits en 87 parties. Il réussit son premier circuit dans le baseball majeur le 9 août aux dépens du lanceur Jason Marquis des Diamondbacks de l'Arizona.
Régulier au champ extérieur des Astros en 2012, en particulier au champ droit, Bogusevic dispute 146 matchs. Sa moyenne au bâton n'est cependant que de ,203. Sa moyenne de présence sur les buts ne s'élève pas au-dessus de ,297 et avec seulement 18 coups sûrs de plus d'un but, sa moyenne de puissance est un très faible ,299. Il frappe 7 circuits et produit 28 points. En revanche, il est le 3e meilleur voleur de buts de son équipe, avec 15 réussites.

### Cubs de Chicago
Bogusevic rejoint les Cubs de Chicago pour la saison 2013. Il amorce l'année en ligues mineures avec les Cubs de l'Iowa et est rappelé dans les majeures en juin, alors qu'il a une moyenne de présence sur les buts de ,418 et une moyenne de puissance de ,512 en Triple-A. Avec Chicago, il frappe pour ,273 de moyenne au bâton, bien qu'il n'entre en jeu que dans 47 parties. Il compte 6 circuits et 16 points produits.

### Marlins de Miami
Le 12 décembre 2013, les Cubs échangent Brian Bogusevic aux Marlins de Miami pour le voltigeur Justin Ruggiano. Il passe la saison 2014 en ligues mineures et ne joue pas un seul match pour les Marlins.

### Phillies de Philadelphie
En 2015, Bogusevic joue 22 matchs pour les Phillies de Philadelphie. Il frappe pour ,259 de moyenne au bâton et réussit deux circuits.

### Japon
En décembre 2015, Brian Bogusevic décide de tenter sa chance au Japon et signe un contrat avec les Orix Buffaloes de la Ligue Pacifique.